# سیارک ۱۰۴۲۱۰
سیارک ۱۰۴۲۱۰ (به انگلیسی: 104210 Leeupton، نامگذاری:2000ES116)۱۰۴۲۱۰مین سیارک کشف شده‌است که در ۱۰ مارس ۲۰۰۰ کشف شد.